# Contrato para la formación y aprendizaje
En España, el contrato para la formación y el aprendizaje se configura como un instrumento destinado a favorecer la inserción laboral y la formación de las personas jóvenes, en un régimen de alternancia de la actividad laboral retribuida en una empresa con actividad formativa recibida en el marco del sistema de formación profesional para el empleo o del sistema educativo.

## Aspectos laborales del contrato para la formación y el aprendizaje

### Requisitos generales de los trabajadores
El contrato para la formación y el aprendizaje se podrá celebrar con trabajadores mayores de dieciséis y menores de veinticinco años que carezcan de la cualificación profesional obtenida y reconocida por el sistema de formación profesional para el empleo o del sistema educativo requerida para concertar un contrato en prácticas para el puesto de trabajo u ocupación objeto del contrato. 
Hasta que la tasa de desempleo en España se sitúe por debajo del 15 por ciento se eleva el límite máximo de edad y podrán celebrarse contratos para la formación y el aprendizaje con personas menores de treinta años.
Este límite de edad no será aplicable en tres supuestos:
1. Trabajadores con discapacidad igual o superior al 33 %.
2. Trabajadores pertenecientes a colectivos en situación de exclusión social previstos en la Ley 44/2007 de 13 de diciembre[2] en los casos en que sean contratados por empresas de inserción.
3. Trabajadores que participen como alumnos en proyectos de empleo y formación dentro del marco establecido por la Ley de Empleo para políticas activas de empleo,[3] incluyendo escuelas taller, casas de oficio y talleres de empleo.

No se podrá celebrar un contrato para la formación cuando el puesto de trabajo objeto del mismo haya sido desempeñado con anterioridad por el trabajador en la misma empresa por un período de tiempo superior a doce meses.
Antes de formalizar el contrato para la formación y el aprendizaje, la empresa podrá recabar por escrito una certificación del Servicio Público de Empleo competente en la que conste el tiempo que la persona trabajadora ha estado contratada en esta misma modalidad de contrato con anterioridad, y la actividad laboral u ocupación objeto de la cualificación profesional asociada al contrato. 

### Formalización
La formalización del contrato y los anexos relativos a los acuerdos para la actividad formativa, así como las prórrogas, deberán constar por escrito en los modelos oficiales establecidos por el Servicio Público de Empleo Estatal. Los Servicios Públicos de Empleo competentes autorizarán el inicio de la actividad formativa previamente a la formalización inicial y las prórrogas.
El contenido del contrato y sus anexos se comunicarán al Servicio Público de Empleo correspondiente en el plazo de los diez días siguientes a su concertación o finalización. Se procederá del mismo modo con las prórrogas que pudieran formalizarse. 

### Duración, prórrogas y extinción
La duración mínima del contrato para la formación y el aprendizaje será de un año y la máxima de tres años. No obstante, podrá establecerse una duración distinta mediante convenio colectivo, en función de las necesidades organizativas o productivas de las empresas, sin que en ningún caso la duración mínima pueda ser inferior a seis meses ni la máxima, superior a tres años. 
Si el contrato se hubiera concertado por una duración inferior a la máxima legal o convencionalmente establecida, podrá prorrogarse mediante acuerdo de las partes hasta en dos ocasiones, sin que la duración de cada prórroga pueda ser inferior a seis meses y sin que la duración total del contrato pueda exceder de la duración máxima. 
Si el trabajador siguiera prestando servicios tras haberse agotado la duración máxima del contrato y no hubiera mediado denuncia expresa, el contrato para la formación y el aprendizaje se considerará prorrogado tácitamente como contrato ordinario por tiempo indefinido.
Las situaciones de incapacidad temporal, riesgo durante el embarazo, maternidad, adopción o acogimiento, y riesgo durante la lactancia y paternidad interrumpirán el cómputo de la duración del contrato.
Una vez expirada la duración del contrato para la formación y el aprendizaje, el trabajador no podrá ser contratado bajo esta modalidad por la misma empresa o por otra distinta, salvo que la formación inherente al nuevo contrato para la formación tenga por objeto la obtención de distinta cualificación profesional. 
El contrato para la formación se podrá extinguir por cualquiera de las causas generales recogidas en el Estatuto de los Trabajadores. Si la causa es la expiración del tiempo convenido, se requerirá denuncia previa de alguna de las partes con una antelación mínima de quince días a su terminación. El incumplimiento de este requisito ocasionará una indemnización para la persona trabajadora equivalente al salario correspondiente a los días en que dicho plazo se haya incumplido.

### Jornada
Los contratos para la formación y el aprendizaje no podrán celebrarse a tiempo parcial. El tiempo de trabajo efectivo, que tendrá que ser compatible con el tiempo dedicado a las actividades formativas, no podrá ser superior al 75 % durante el primer año, ni al 85 % durante el segundo y tercer años, de la jornada máxima prevista en el convenio colectivo aplicable o, en su defecto, de la jornada máxima legal. 
Si la jornada diaria de trabajo incluye tiempo de trabajo efectivo y actividad formativa, los desplazamientos necesarios para acudir al centro de formación computarán como tiempo de trabajo efectivo no retribuido. 
El trabajador no podrá realizar horas extraordinarias, salvo que sirvan para prevenir o reparar siniestros y otros daños extraordinarios y urgentes. Tampoco están permitidos los trabajos nocturnos ni a turnos.

### Salario
La retribución del trabajador contratado para la formación y el aprendizaje será la establecida en el convenio colectivo que resulte de aplicación, y se fijará en proporción al tiempo de trabajo efectivo, según lo establecido en el artículo 11.2.g) del Estatuto de los Trabajadores. Dicha retribución no podrá ser en ningún caso inferior al salario mínimo interprofesional en proporción al tiempo de trabajo efectivo.

### Presunciones
Adquirirán la condición de trabajadores fijos los que no hubieran sido dados de alta en la Seguridad Social una vez transcurrido un plazo igual al que legalmente se haya fijado para el período de prueba, salvo que de la propia naturaleza de las actividades o de los servicios contratados se deduzca claramente la duración temporal de los mismos, todo ello sin perjuicio de las demás responsabilidades que hubiere lugar en derecho. 
Se presumirán por tiempo indefinido los contratos para la formación celebrados en fraude de ley o cuando terminado el tiempo convenido no exista la denuncia expresa de alguna de las partes. 

## Aspectos formativos del contrato para la formación y el aprendizaje

### Contenido de la actividad formativa
La actividad formativa inherente al contrato para la formación y el aprendizaje será la necesaria para la obtención de un título de formación profesional de grado medio o superior o de un certificado de profesionalidad (o, en su caso, certificación académica o acreditación parcial acumulable). 
Esta actividad formativa debe estar relacionada con la actividad laboral que el trabajador desarrolle en el puesto de trabajo. Para ello, la persona contratada debe reunir los requisitos de acceso establecidos en la correspondiente normativa para cursar las enseñanzas de dicha actividad formativa. Por ello, la empresa puede comprobar antes de formalizar el contrato de trabajo si existe una actividad formativa relacionada con el trabajo efectivo que se va a realizar que se corresponda con un título de formación profesional o con un certificado de profesionalidad.
La empresa que contrate para la formación y el aprendizaje tiene la obligación de proporcionar a la persona contratada un trabajo efectivo relacionado con el perfil profesional del título de formación profesional o del certificado de profesionalidad correspondiente. También debe garantizar las condiciones que permitan la asistencia del trabajador a la formación. 
Por su parte, la persona contratada deberá prestar el trabajo efectivo estipulado y participar de manera efectiva en la actividad formativa relacionada. Las faltas de puntualidad o de asistencia no justificadas podrán ser calificadas como faltas al trabajo a los efectos legales oportunos. 
Aunque la actividad formativa del contrato para la formación y el aprendizaje debe ser la necesaria para obtener un título de formación profesional o certificado de profesionalidad, podrá incluir formación complementaria no referida al Catálogo Nacional de las Cualificaciones Profesionales cuando así sea necesario para adaptarse a las necesidades de trabajadores y empresas. De ser así, esta formación debe estar autorizada por el Servicio Público de Empleo competente y no se considera como trabajo efectivo.

### Acuerdo para la actividad formativa
Las empresas que celebren contratos para la formación y el aprendizaje deben suscribir simultáneamente un acuerdo con el centro de formación acreditado u órgano de la Administración educativa o laboral que vaya a impartir la formación inherente al contrato y con la persona trabajadora. Este documento debe anexarse siempre al contrato.
El acuerdo sirve para especificar todas las características del contrato que se celebra, desde la identificación del centro formativo hasta el contenido del programa de formación, pasando por el calendario, la programación y horarios establecidos para la actividad laboral y formativa, entre otros aspectos. 
La empresa está obligada a informar a la representación legal de las personas trabajadoras sobre los acuerdos suscritos. Si la formación se impartiera en la propia empresa, el acuerdo se suscribirá únicamente entre ésta y la persona trabajadora. 

### Modalidades de impartición y centros impartidores de la formación
La ley establece que para que la actividad formativa se adecue de manera óptima a la actividad laboral en la empresa, se podrá realizar en las modalidades presencial, teleformación o mixta (en el ámbito de la formación profesional para el empleo) y en régimen presencial o a distancia (en el ámbito educativo).
Sin embargo, en estos momentos aún no se ha desarrollado esta parte de la norma por lo que la formación teórica inherente a esta modalidad contractual se está impartiendo únicamente en la modalidad a distancia, y siempre por centros de formación que cuenten con la correspondiente autorización del Servicio Público de Empleo Estatal.
Las horas dedicadas a formación pueden concentrarse en determinados períodos de tiempo respecto a la actividad laboral durante la vigencia del contrato, en los términos que acuerden las partes contratantes. 
La formación inherente al contrato para la formación y el aprendizaje se imparte en los centros integrantes de la red estable de formación profesional de la Administración pública.
Esto significa que pueden impartir la formación:
- Centros que imparten formación en certificados de profesionalidad, acreditados por los Servicios Públicos de Empleo.
- Centros que imparten formación en títulos de Formación Profesional, dependientes de las Administraciones educativas.
- Las propias empresas, siempre que dispongan de las instalaciones y el personal adecuados y estén debidamente autorizadas y/o acreditadas.

### Coste y financiación de la formación
La actividad formativa inherente al contrato para la formación se realiza con cargo a los presupuestos del Servicio Público de Empleo Estatal (SEPE) y se efectúa mediante bonificaciones en las cuotas empresariales de la Seguridad Social. 
Los costes financiables se calculan mediante un sistema de módulos, de manera que para la modalidad presencial son de 8 euros por hora y alumno y para las modalidades a distancia y teleformación son de 5 euros por hora y alumno. La empresa puede bonificarse como máximo un número de horas de formación equivalente al 25 % de la jornada laboral durante el primer año de contrato y al 15 % durante el segundo y tercer año. 
| Primer año: 25 %           | 40h / mes x 5 € / h = 200 € mensuales |
| Segundo y tercer año: 15 % | 24h / mes x 5 € / h = 120 € mensuales |

La empresa abona mensualmente el coste resultante al centro de formación, éste emite la correspondiente factura y los datos se comunican al Servicio Público de Empleo Estatal para que así la empresa pueda bonificarse el coste de la formación en la liquidación de cuotas del mes siguiente al de la realización de la formación.
La gestión de la actividad formativa (incluidos su autorización, seguimiento y evaluación) corre a cargo del Servicio Público de Empleo Estatal (SEPE) y de los Servicios Públicos de Empleo de las comunidades autónomas, cada uno en sus ámbitos de competencia. En cualquier caso, el control de las bonificaciones corresponde siempre al SEPE, y el incumplimiento por parte de las empresas de sus obligaciones conllevará el reintegro de las bonificaciones aplicadas. 

## Incentivos
El contrato para la formación y el aprendizaje disfruta de incentivos establecidos por la Administración pública «para potenciar el empleo juvenil mediante la supresión de limitaciones injustificadas».
Si se contrata para la formación y el aprendizaje a una persona inscrita como desempleada en la oficina de empleo, la empresa tiene derecho a una reducción de las cuotas empresariales a la Seguridad Social correspondientes a ese contrato. La reducción se aplica a las cuotas por contingencias comunes, accidentes de trabajo y enfermedades profesionales, desempleo, fondo de garantía salarial y formación profesional, correspondientes a dicho contrato. 
La reducción es del cien por cien si la empresa tiene una plantilla inferior a 250 personas, o del 75 por ciento si la plantilla es igual o superior a esa cifra, y se mantiene durante toda la vigencia del contrato para la formación (incluidas las prórrogas).
Las cuotas a la Seguridad Social del trabajador contratado para la formación y el aprendizaje también se reducen en un 100 % durante toda la vigencia del contrato, incluidas sus prórrogas.
| CONCEPTO                                 | Empresa  | Trabajador | TOTAL    |
| ---------------------------------------- | -------- | ---------- | -------- |
| Contingencias comunes                    | 42,56 €  | 8,49 €     | 51,05 €  |
| Por accidentes de trabajo y enfermedades | 5,85 €   | -          | 5,85 €   |
| Profesionales (IT: 3,27 - IMS: 2,58)     |          |            |          |
| Fondo de Garantía Salarial               | 3,23 €   | -          | 3,23 €   |
| Desempleo                                | 57,75 €  | 16,28 €    | 74,03 €  |
| Totales                                  | 109,39 € | 24,77 €    | 134,16 € |

Estas son las cuantías que corresponden al ejercicio de 2020 tras el Real Decreto Ley 18/2019, de 27 de diciembre, por la que se adoptan determinadas medidas en materia tributaria, catastral y de seguridad social.
Recordar que tras, el Real Decreto Ley 28/2018, el contrato de formación está exento de cotizar por formación profesional.
La base de cotización mensual del contrato de formación durante 2020 será:
Base de cotización mensual: 1.050 €.
Base de cotización diaria: 35 €.
Cuando un contrato para la formación se transforma en indefinido, una vez que concluya su duración inicial o prorrogada, el empleador podrá beneficiarse de una reducción en la cuota empresarial a la Seguridad Social de 1.500 euros al año durante tres años, si el trabajador es un hombre, o de 1.800 euros anuales si se trata de una mujer. 
Para poder acogerse a estos incentivos, además de cumplir los requisitos establecidos en cada caso, no se podrá encontrar en las causas de exclusión contempladas en la Ley para la mejora del crecimiento y el empleo.

## Normas de Seguridad Social
La acción protectora de la Seguridad Social en los contratos para la formación y el aprendizaje abarca todas las contingencias, situaciones protegibles y prestaciones, incluido el desempleo. La persona trabajadora también tiene derecho a la cobertura del Fondo de Garantía Salarial. 